# Voiteur
Voiteur je naselje in občina v vzhodnem francoskem departmaju Jura regije Franche-Comté. Leta 2009 je naselje imelo 763 prebivalcev.

## Geografija
Kraj leži v pokrajini Bresse ob reki Seille, 73 km jugozahodno od Besançona in prav toliko severovzhodno od Bourg-en-Bressa.

## Uprava
Voiteur je sedež istoimenskega kantona, v katerega so poleg njegove vključene še občine Baume-les-Messieurs, Blois-sur-Seille, Château-Chalon, Domblans, Le Fied, Frontenay, Granges-sur-Baume, Ladoye-sur-Seille, Lavigny, Jura, Le Louverot, La Marre, Menétru-le-Vignoble, Montain, Nevy-sur-Seille, Le Pin, Jura, Plainoiseau, Saint-Germain-lès-Arlay in Le Vernois s 6.156 prebivalci (v letu 2009).
Kanton Voiteur je sestavni del okrožja Lons-le-Saunier.

## Zanimivosti
- cerkev sv. Gervazija in Protazija,
- kapela sv. Martina.

## Pobratena mesta
- Misery-Courtion (kanton Fribourg, Švica);